# As Aventuras de Marco e Gina
Sopra i tetti di Venezia, ou também Le avventure di Marco e Gina (Em Portugal, As Aventuras de Marco e Gina) é uma série de desenho animado italiana produzida pelos estúdios Rai Fiction, Lanterna Magica, France Animation e pela União Europeia de Radiodifusão. Em Portugal a série foi emitida pela RTP1 e a RTP2 em 2003, e foi repetição constante ao longo dos anos 2000 e 2010. Mas depois de duas décadas a repetir nos mesmos canais, em 2020, a série passou a ser emitida pela RTP Memória, às 6:15 da manhã. 
Foi a primeira co-produção da RTP no âmbito do Grupo de Programas Infantis e Juvenis da União Europeia de Radiodifusão (Eurovisão).
A RTP fez um grande investimento financeiro nesta série que se passa em Veneza e que conta as aventuras de dois pássaros que vivem num telhado em Veneza. É uma série da qual não se pode dizer a origem, foi criada por um italiano e foi produzida por 16 países europeus, inclusive Portugal. 
No Brasil, o desenho foi exibido de maneira praticamente "invisível" pelo Cartoon Network, entre 2003 e 2004, sendo exibido bem cedo de manhã, na faixa das 07h00, primeiramente dentro do bloco Mundo Pequenino, e depois, nas manhãs de domingo do canal. 

## Enredo
Próxima à histórica Veneza, há uma outra cidade igualmente fascinante: Venezia di sopra, uma cidade fantástica imersa na lagoa, com seus canais e suas gôndolas, mas habitada por pombos e aves de todos os géneros, e não pelos humanos. A cidade é governada pelo governo sábio do Duque Cirilo, e está equipada com tecnologia moderna, e não há falta de telemóveis e televisores. E com Igor tentando roubar o Kuang, o diamante do Duque, para derrubar o governo, mas ele é impedido sempre por uma dupla de irmãos de pombos chamados Marco e Gina.

## Personagens principais
MarcoO padeiro de confiança do Duque, que é considerado um dos melhores da cidade. Prepara especialmente os croissants para seu soberano todos os dias, além de cuidar de alguma missão especial. Ele é muito impulsivo, o que tende a agir antes de pensar, mas com uma forte determinação e grande coragem.
GinaA secretária do Duque. Normalmente realiza suas tarefas habituais no interior do palácio, mas frequentemente serve como a faz-tudo e acompanha Ardélia, que sempre vê a sua falta de cuidado e às vezes assumindo a culpa (às vezes, de facto, a sua paciência é extremamente testada). Ela tem uma mente afiada e, ao contrário de Marco, ela tende a pensar sobre as possíveis consequências. Isso faz dela a mente do grupo.
BertoFiel amigo de Marco e Gina que sonha em ser cantor.
GabyUma gaivota preguiçosa, mas inteligente e um bom amigo de Marco e Gina.
Duque Cirilo IIO Duque de Veneza: bom, generoso e guloso dos croissants de Marco.
ArdéliaA irmã do Duque Cirillo, que é muito vaidosa.
Conde IgorO personagem sombrio que faz de tudo para se apossar do Kuang.
SguerryO empregado do Conde Igor.
Chefe RatoOutro capanga do Conde Igor.

## Lista de episódios
| Nº | Título                            |
| -- | --------------------------------- |
| 1  | Surpresa, surpresa!               |
| 2  | O guardião da noite               |
| 3  | O amor está no ar                 |
| 4  | O pequeno malabarista             |
| 5  | A competição aérea                |
| 6  | O Convite                         |
| 7  | A grande regata                   |
| 8  | A lenda de Stelyogon              |
| 9  | Um pouco de azar                  |
| 10 | O tesouro do Duque                |
| 11 | A viagem do Duque                 |
| 12 | Uma verdadeira mulher de negócios |
| 13 | A visita                          |
| 14 | O grande tenor                    |
| 15 | Paixão eterna                     |
| 16 | Aventura na neve                  |
| 17 | O relógio                         |
| 18 | Operação sésamo                   |
| 19 | O meu irmão é um marciano         |
| 20 | A queda de Veneza                 |
| 21 | A sessão fotográfica de Ardélia   |
| 22 | Luzes, câmaras, desastre          |
| 23 | Um bébé turbulento                |
| 24 | O fantasma do palácio             |
| 25 | Mandem entrar os palhaços         |
| 26 | O gondoleiro de negro             |

## Dublagem original Italiano
- Diálogos: Maria Cristina Canale, Luciana Occhipinti
- Direcção: Franco Zucca
- Elenco: Valentina Mari(Gina), Gianni Giuliano(Duque Cirilo), Maria Paiato(Ardélia), Piero Tiberi(Conde Igor), Luigi Ferraro(Berto), Federico Di Pofi(Marco), Giuliano Santi(Rei Topone), Oreste Baldini(Sguerry)
- Produção: SEFIT-CDC em colaboração com La BiBi.it e DEA 5

## Dobragem Portuguesa
- Tradução: Sofia Barbosa - I.S.A.I.
- Direcção: Paula Seabra
- Direcção musical: Jorge Paupério
- Interpretação musical: Lucinda Afonso, Nuno Aragão
- Elenco: Paula Seabra(Gina), António Vaz Mendes(Duque Cirilo), Clara Nogueira(Ardélia), Jorge Mota(Conde Igor), Jorge Pinto(Berto), Jorge Seabra Paupério(Marco), Nicolau Pais(Gaby), Rui Oliveira(Sguerry)
- Produção: Somnorte
- Produtor delegado RTP: João Mota